# Raiamas
Genre
Raiamas est un genre de poissons téléostéens de la famille des Cyprinidae et de l'ordre des Cypriniformes. La majorité des espèces sont originaires d'Afrique, mais Raiamas bola et Raiamas guttatus sont du Sud de l'Asie et de l'Asie du Sud.

## Liste des espèces
Selon FishBase (9 septembre 2015) :
- Raiamas ansorgii (Boulenger, 1910)
- Raiamas batesii (Boulenger, 1914)
- Raiamas bola (Hamilton, 1822)
- Raiamas buchholzi (Peters, 1876)
- Raiamas christyi (Boulenger, 1920)
- Raiamas guttatus (Day, 1870)
- Raiamas intermedius (Boulenger, 1915)
- Raiamas kheeli Stiassny, Schelly & Schliewen, 2006
- Raiamas levequei Howes & Teugels, 1989
- Raiamas longirostris (Boulenger, 1902)
- Raiamas moorii (Boulenger, 1900)
- Raiamas nigeriensis (Daget, 1959)
- Raiamas salmolucius (Nichols & Griscom, 1917)
- Raiamas scarciensis Howes & Teugels, 1989
- Raiamas senegalensis (Steindachner, 1870)
- Raiamas shariensis (Fowler, 1949)
- Raiamas steindachneri (Pellegrin, 1908)